# Rivière de Sainte-Marie
Pour les articles homonymes, voir Rivière Sainte-Marie.
La rivière de Sainte-Marie est un cours d'eau de Basse-Terre en Guadeloupe qui prend sa source dans le parc national de la Guadeloupe et se jette dans la mer des Caraïbes.

## Géographie
Longue de 11,1 km, la rivière de Sainte-Marie prend sa source à environ 600 m d'altitude, sur les flancs sud-est de la crête du Morne Gourbeyre, dans la forêt la Digue située sur le territoire de la commune de Capesterre-Belle-Eau qu'elle traverse sur tout son parcours. Elle est alimentée sur son cours par les eaux de la ravine Dejeune et de la ravine Colombier notamment, pour se jeter dans la mer des Caraïbes au lieu-dit Sainte-Marie, dont elle tient son nom.

## Histoire
C'est à l'embouchure de la rivière que se trouve le lieu du second débarquement attesté de Christophe Colomb sur l'île le 5 novembre 1493 (au lendemain de son arrivée et de son premier débarquement à l'embouchure de la rivière du Grand Carbet, localisée un peu plus au sud), endroit où il résida une semaine, planta des espèces végétales européennes, et laissa des cochons. C'est également à proximité (à moins de 200 m au sud de son embouchure) que fut érigé un monument commémoratif, dédié à Colomb et à son arrivée, inauguré le 4 novembre 1916 par le gouverneur Émile Merwart et bénit par l'évêque Pierre-Louis Genoud.